# San Marino (Kalifornien)
San Marino ist eine Stadt im Los Angeles County im US-Bundesstaat Kalifornien, Vereinigte Staaten. Das U.S. Census Bureau hat bei der Volkszählung 2020 eine Einwohnerzahl von 12.513 ermittelt.
Das Stadtgebiet hat eine Größe von 9,8 km². Die Stadt liegt südlich von Pasadena und westlich von Arcadia. Der aktuelle Bürgermeister San Marinos ist Steven Huang.

## Geschichte
Eine bekannte Sehenswürdigkeit in San Marino ist die Huntington Bibliothek. Diese entstand auf dem Grundstück einer Ranch aus dem Jahre 1877, die den Namen San Marino trug und nach der die Stadt heute benannt ist. Der berühmte Astronom Edwin Hubble, der unter anderem die Expansion des Universums beobachtete, starb hier 1953.

## Persönlichkeiten
- David Lindley (1944–2023), Musiker